# Ryuhei Niwa
Ryuhei Niwa (丹羽 竜平, Niwa Ryuhei), né le 13 janvier 1986, est un footballeur japonais qui évolue au poste de défenseur au Sagan Tosu.

## Biographie
Ryuhei Niwa commence sa carrière professionnelle au Vissel Kobe.
En 2007 et 2008, il est prêté au Cerezo Osaka. Puis en 2010, il est transféré au Sagan Tosu.
Ryuhei Niwa est vice-champion de J-League 2 en 2011 avec le Sagan Tosu.